# Infurcitinea obscura
Infurcitinea obscura is een vlinder uit de familie Meessiidae. De wetenschappelijke naam van deze soort is voor het eerst voorgesteld door Günther Petersen in een publicatie uit 1973. De spanwijdte bedraagt 8 tot 11 millimeter.
De soort komt voor in Afghanistan.